# Mairena del Aljarafe
Mairena del Aljarafe és una localitat de la província de Sevilla, Andalusia, Espanya. L'any 2005 tenia 38.770 habitants. La seva extensió superficial és de 17 km² i té una densitat de 2.280,6 hab/km². Les seves coordenades geogràfiques són 37° 20′ N, 6° 04′ O. Està situada a una altitud de 85 metres i a 9 kilòmetres de la capital de la província, Sevilla.

## Demografia
| 1998  | 1999  | 2000  | 2001  | 2002  | 2003  | 2004  | 2005  | 2006  | 2007   |
| ----- | ----- | ----- | ----- | ----- | ----- | ----- | ----- | ----- | ------ |
| 1.793 | 3.005 | 3.914 | 5.429 | 6.232 | 7.464 | 7.941 | 8.770 | 9.065 | 10.371 |

## Fills il·lustres
- Gemeliers